# Municipio Cocapata
Das Municipio Cocapata ist ein Verwaltungsbezirk im Departamento Cochabamba im südamerikanischen Anden-Staat Bolivien.

## Lage im Nahraum
Das Municipio Cocapata ist eines von drei (bis 2009: zwei) Municipios der Provinz Ayopaya. Es grenzt im Westen an das Departamento La Paz, im Südwesten an das Municipio Morochata, im Südosten an die Provinz Quillacollo, im Osten an die Provinz Chapare und im Norden an das Departamento Beni.
Der zentrale Ort des Municipios ist Cocapata mit 401 Einwohnern im südwestlichen Teil des Municipios. (Volkszählung 2012)

## Geographie
Das Municipio Cocapata liegt zwischen der Cordillera Mazo Cruz und der Cordillera del Tunari, einem nordwestlichen Teilabschnitt der Cordillera Oriental. Das Klima ist ein typisches Tageszeitenklima, bei dem die Temperaturschwankungen zwischen Tag und Nacht deutlicher ausfallen als zwischen den Jahreszeiten.
Die Jahresdurchschnittstemperatur der Region liegt bei knapp 15 °C (siehe Klimadiagramm Independencia) und schwankt im Jahresverlauf zwischen 11 °C im Juni/Juli und 17 °C im November/Dezember. Der jährliche Niederschlag liegt bei etwa 750 mm, wobei einer Trockenzeit von Mai bis August mit Monatsniederschlägen unter 20 mm eine ausgeprägte Feuchtezeit gegenübersteht, in der von Dezember bis März die Monatswerte deutlich über 100 mm hinausgehen.

## Bevölkerung
Die Einwohnerzahl ist zwischen 1992 und 2024 um mehr als die Hälfte angestiegen:
| Jahr | Einwohner | Quelle       |
| ---- | --------- | ------------ |
| 1992 | 12.722    | Volkszählung |
| 2001 | 13.567    | Volkszählung |
| 2012 | 17.589    | Volkszählung |
| 2024 | 19.967    | Volkszählung |

Die Bevölkerungsdichte des Municipios Cocapata bei der letzten Volkszählung von 2024 betrug 2,76 Einwohner/km², der Anteil der städtischen Bevölkerung ist 0,0 Prozent. Die Lebenserwartung der Neugeborenen lag im Jahr 2001 bei 56,0 Jahren.
Der Alphabetisierungsgrad im Municipio Morochata bei den über 19-Jährigen beträgt 64,4 Prozent, und zwar 78,9 Prozent bei Männern und 50,0 Prozent bei Frauen (2001).

## Politik
Ergebnis der Regionalwahlen (concejales del municipio) vom 4. April 2010:
| Wahlberechtigte |  | Stimmen | gültig |  | MAS-IPSP | C.U.N.A.N. |
| --------------- |  | ------- | ------ |  | -------- | ---------- |
| 6.094           |  | 5.135   | 4.392  |  | 3.907    | 485        |
|                 |  | 84,3 %  | 85,5 % |  | 89,0 %   | 11,0 %     |

Ergebnis der Regionalwahlen (elecciones de autoridades políticas) vom 7. März 2021:
| Wahl- berechtigte |  | Wahl- beteiligung | gültige Stimmen |  | MAS-IPSP | SOMOS  | MTS    | SÚMATE | FPV    | PAN-BOL |
| ----------------- |  | ----------------- | --------------- |  | -------- | ------ | ------ | ------ | ------ | ------- |
| 8.963             |  | 7.570             | 5.585           |  | 4.954    | 213    | 96     | 76     | 71     | 58      |
|                   |  | 84,46 %           | 73,78 %         |  | 88,70 %  | 3,81 % | 1,72 % | 1,36 % | 1,27 % | 1,04 %  |

## Gliederung
Das Municipio Cocapata untergliederte sich bei der Volkszählung von 2012 in die folgenden vier Kantone (cantones):
- 03-0303-02 Kanton Tocorani – 3 Ortschaften – 568 Einwohner
- 03-0303-03 Kanton Cocapata – 130 Ortschaften – 13.306 Einwohner
- 03-0303-06 Kanton Icari – 7 Ortschaften – 1.359 Einwohner
- 03-0303-07 Kanton Choquecamata – 27 Ortschaften – 2.356 Einwohner

## Ortschaften im Municipio Cocapata
- Kanton Tocorani
  - Tocorani 302 Einw.

- Kanton Cocapata
  - Incacasani 678 Einw. – Falsuri 495 Einw. – Maravillas 481 Einw. – Cocapata 401 Einw. – Suchuni 368 Einw. – Jatun Pampa 296 Einw. – San Cristóbal 296 Einw. –  Huayllas 227 Einw. – Jatun Rumi 219 Einw. – Kumara 217 Einw. – Villa Vinto 175 Einw. – Chorito 171 Einw. – San Rafael 169 Einw. – Cotacajes 161 Einw. – Putucuni 157 Einw. – Calientes 125 Einw. – Tetillas 115 Einw. – Palta Cueva 92 Einw.

- Kanton Choquecamata
  - Rinconada 185 Einw.